# Michaël Boumendil
Michael Boumendil (25 de abril de 1971 en Sarcelles) es un compositor y diseñador de sonido francés especializado en músicas corporativas para empresas. Ha trabajado para marcas como Alstom, Areva, Chanel, Samsung, Fnac, France Telecom, Cartier, Michelin, PSA Peugeot Citroën, SNCF o Société Générale.

## Trayectoria
La música entra en la vida de Michaël Boumendil a la edad de nueve años, cuando descubre un piano abandonado en la residencia familiar en Cannes. Sacó todo lo que pudo de un aparato en semejante estado y aprendió tocando solo. Su madre, primer premio del conservatorio completó gradualmente su formación. A los 11 años Michaël comenzó a componer sus primeras canciones y dos años más tarde se unió a su primera banda de rock. Esta participación será un factor clave de motivación para el resto de su carrera en el mundo de la música.
Después de obtener su bachillerato científico a los 17 años, Michaël Boumendil se inscribe en el curso de preparación de HEC Paris. En ese momento, decidió aprovechar su estancia en París para dedicar su tiempo libre a la música. Su talento y su sentido creativo se consolidan a través de oportunos encuentros en ese entorno.
Estudiante en EDHEC de 1991 a 1994, Michaël Boumendil adquiere conocimientos sobre el mundo de las marcas y la comunicación. Al salir de la escuela de negocios y tras su servicio militar, decidió entregarse a sus dos pasiones, la música y el diseño. Definiendo los términos de Identidad Sonora y diseño musical, es uno de los pioneros de una nueva disciplina, que hace entrar la música en el campo del diseño y las marcas. En Alemania, un año después de él, el compositor y productor John Groves adopta los mismos términos: identidad sonora y audio branding.
Para evaluar el interés que podía generar su proyecto, se matriculó en concursos de creación de empresas. En 1995 ganó el premio Invesca. Durante el año siguiente, será el ganador de la  totalidad de los concursos de creación de empresas a los que se presenta.

## Algunas creaciones
- Areva: Acaba la etapa 'Funky Town', la marca se dota de una nueva identidad sonora: 2013
- Peugeot: creación de la identidad sonora: 2013
- EDF): creación de una identidad sonora para expresar la identidad uniforme del grupo: 2011
- Michelin, creación de una identidad sonora para acompañar la nueva identidad visual: 2010
- Royal Air Maroc, creación de una identidad sonora para acompañar la expansión internacional de la empresa: 2008
- Cartier: Sixième Son y Cartier colaboran en el marco de la concepción y puesta en marcha de un programa musical que se difunde en las tiendas de Cartier en todo el mundo: 2007
- Samsung, creación de una identidad sonora presente en más de mil millones de teléfonos: 2006
- RATP, creación de una identidad sonora: 2006
- SNCF, creación de una identidad sonora para afirmar el nuevo posicionamiento de la empresa: 2005
- aeropuertos de París, creación de una identidad sonora para destacar la singularidad de los valores del grupo, la imagen de París y de Francia: 2005
- France Telecom: 2001

## Premios y nominaciones
- Premio SuperDesign 2012 para el programa de identidad sonora del grupo Bel (Grupo francés que se compone de más de 30 marcas de queso cuyas La vaca que ríe y Babybel) y mención para la identidad sonora de FDJ (La organización estatal que gestiona la Lotería Nacional francesa).
- Nombrado miembro permanente de la SACEM - 2012
- Miembro del jurado del Grand Prix Stratégies du Design - 2012
- Gran Premio de Audio Branding Award: Sixième Son logra ser subcampeón del mundo de diseño musical - 2011
- Grand prix Stratégies du Design por la identidad sonora de Castorama (Cadena francesa de tiendas de bricolaje, decoración y organización de la casa y de los jardines) para la que Sixième Son firmó una identidad accesible y atractiva que rompe con los códigos de la industria para memorizar mejor el lema de la marca. En esa misma edición, la agencia recibió también una mención por su trabajo con EDF. 2011
- Grand prix Stratégies du Design por su trabajo en la redefinición de la identidad sonora de la SNCF]], y distinción por su trabajo con Unibail Rodamco (Sociedad inmobiliaria comercial para la que Sixième Son creó la identidad sonora y una nueva estrategia de sonorización) - 2010
- Gran Premio Superdesign por su trabajo en la redefinición de la identidad sonora de la SNCF – 2010
- Precio EDHEC del Año {{Enlace roto|1= |2=http://www.edhecalumni.com Premio de la asociación con el mismo nombre, que se otorga cada año desde 1983 a jóvenes emprendedores menores de 30 años en el campo de la comunicación.
- Premiado de los Défis d’Or 1996 Premio a la Innovación del antiguo Semanal económico Défi.
- Premiado de la Fondation 3 Suisses - 1996 Fundación que recompensa a artistas jóvenes menores de 30 años en áreas como la cultura, la música o la moda.
- Premiado del premio de Banque Populaire pour la Création d’Entreprises - 1995 (premio de la de la Fundación de Empresas de la Banque Populaire).
- Premiado del premio Invesca - 1995